# Notorious B.I.G. (singolo)
Notorious B.I.G. è il primo singolo postumo del rapper statunitense The Notorious B.I.G., realizzato in collaborazione con i rapper Lil' Kim e Puff Daddy. La base è realizzata campionando la canzone Notorious dell'omonimo album dei Duran Duran.
Nel video Puff Daddy invita una guardia del corpo (rappresentata da Tracy Morgan) ad una festa in onore di The Notorious B.I.G.; appaiono cameo di 98 Degrees, Krayzie Bone, Thug Queen, Wish Bone, Missy Elliott, Nas, Jennifer Lopez, Ma$e e Lil' Cease.

## Tracce

### 12 pollici

#### Lato A
1. Notorious (Club Mix) (3:12)
2. Notorious (Strumentale) (3:12)

#### Lato B
1. Dead Wrong (Radio Edit) (3:12)
2. Nasty Boy (Remix) (4:15)

### Remix

#### Lato A
1. Notorious (Remix) (Dirty Mix)
2. Notorious (Remix) (Clean Mix)
3. Notorious (Remix) (Strumentale)

#### Lato B
1. Biggie (Dirty Mix)
2. Biggie (Clean Mix)
3. Biggie (Strumentale)